# Balara
Balara (en népalais : बलारा) est un comité de développement villageois du Népal situé dans le district de Sarlahi. Au recensement de 2011, il comptait 7 646 habitants.